# Jądrowy efekt Overhausera
Jądrowy efekt Overhausera, NOE lub nOe (ang. Nuclear Overhauser effect) –  oddziaływanie spinów jąder atomowych przez przestrzeń obserwowane w technikach NMR. Istnienie tego zjawiska zapostulowane zostało przez amerykańskiego fizyka Alberta Overhausera (odbywającego staż podoktorski na University of Illinois) na początku lat 50. XX w.
Jest to transfer polaryzacji spinowej z jednej populacji spinów (jądrowych) na drugą poprzez proces relaksacji. Wartość tego efektu szybko zanika wraz ze wzrostem odległości pomiędzy oddziałującymi jądrami (wartość oddziaływania dipolowego pomiędzy atomami jest odwrotnie proporcjonalna do szóstej potęgi odległości pomiędzy nimi). NOE obserwuje się dla atomów oddalonych od siebie o nie więcej niż 5 Å.
Podczas pomiaru NMR zjawisko NOE objawia się jako zmiana intensywności sygnału pochodzącego z atomu położonego w małej odległości od innego atomu naświetlanego jego częstotliwością rezonansową.
Najbardziej powszechną metodą badawczą wykorzystującą ten efekt jest NOESY (Nuclear Overhauser Effect Spectroscopy).